# Miguel Ángel Rodríguez Echeverría

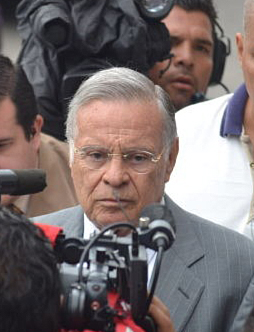
Miguel Ángel Rodríguez Echeverría, 2011

Miguel Ángel Rodríguez Echeverría (* 9. Januar 1940 in San José) ist ein costa-ricanischer Wirtschaftswissenschaftler und Politiker (PUSC). Von 1998 bis 2002 war er Präsident des Landes.

## Leben
Miguel Ángel Rodríguez studierte Wirtschaftswissenschaft und Jura. 1966 wurde er an der University of California, Berkeley, promoviert. Anschließend arbeitete er als Hochschullehrer. Vom 8. Mai 1998 bis zum 8. Mai 2002 war er Präsident von Costa Rica. Von September bis 15. Oktober 2004 war er Generalsekretär der Organisation der amerikanischen Staaten (OAS). Er musste nach nur zwei Wochen aufgrund von Korruptionsvorwürfen zurücktreten.
Am 27. April 2011 wurde er wegen Korruption zu fünf Jahren Haft verurteilt. Das Gericht sah es als erwiesen an, dass er als Präsident Bestechungsgelder in Höhe von umgerechnet 541.000 Euro angenommen habe, um Alcatel einen 149 Millionen Dollar umfassenden Mobilfunkvertrag mit dem Costa Rican Electricity Institute zu ermöglichen. Der Vorwurf der unrechtmäßigen persönlichen Bereicherung konnte ihm nicht nachgewiesen werden.